# CJ Group
CJ Group (korejština: 씨제이㈜) je jihokorejská konglomerátní holdingová společnost se sídlem v Soulu. Zahrnuje četné podniky v různých odvětvích potravin a potravinářských služeb, farmaceutického průmyslu a biotechnologií, zábavy a médií, domácího nakupování a logistiky. CJ Group byla původně pobočkou společnosti Samsung až do jejího oddělení v 90. letech 20. století.
CJ pochází z „Cheil Jedang“ (korejština: 제일 제당), což může doslova znamenat „první výrobu cukru“, což je odvětví, kde se původně začalo.
Mezi významné dceřiné společnosti CJ patří CJ CheilJedang (potraviny a nápoje), CJ Korea Express (logistika), CJ Olive Networks (obchody se zdravím a krásou a IT), CJ ENM (zábava a maloobchod) a CJ CGV (kino řetěz).